# Domingos Vieira Serrão

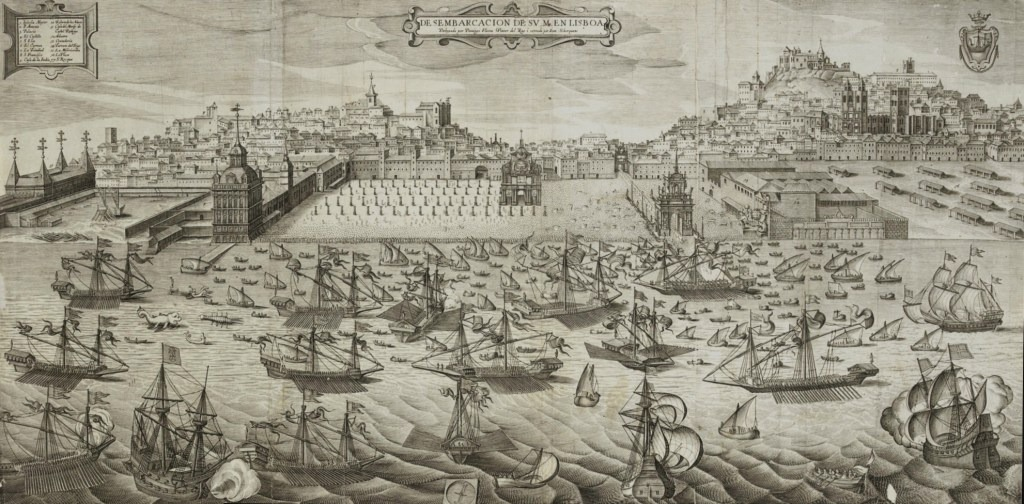
Desembarque de Felipe III em Lisboa, gravado bado por Juan Schorquens sobre um desenho de Domingos Vieira Serrão para a obra de Juan Bautista Lavanha, Viaje de la Catholica Real Magestad del Rei D. Filipe III N. S. al reino de Portugal, Madrid, 1622.

Domingos Vieira Serrão (Tomar, c. 1570 - 1632) foi um pintor maneirista português, nomeado pintor do rei Filipe II de Portugal e III de Espanha em 1619.
No processo aberto em 1625 para a admissão no Santo Ofício é descrito que é filho de João Henriques Serrão, fidalgo e cobrador de impostos da Ordem de Cristo, e de Maria Dias, estando casado com Magdalena de Frias, filha do arquitecto Nicolau de Frias.
Entre 1592 e 1600 trabalhou com Simão de Abreu nos murais que cobrem a charola do Convento de Cristo em Tomar e várias capelas e altares do mesmo convento.
Juntamente com Simão Rodrigues trabalhou num grande fresco da igreja do Mosteiro da Anunciada (em 1608, destruídos em 1755) e numa Alegoria da Caridade no tecto da Igreja do Hospital Real de Todos os Santos (em 1613, destruído em 1750). Também perdida é o seu fresco pintado no Buen Retiro, em Madrid, por volta de 1630.
Em 1602, com Simão Rodrigues e outros, fundou a Irmandade de São Lucas.
Em 1632 deve ter morrido, porque nesse ano foi nomeado no seu lugar como pintor do rei Miguel de Paiva.